# Zenodoxus heucherae
Zenodoxus heucherae is een vlinder uit de familie wespvlinders (Sesiidae), onderfamilie Tinthiinae.
Zenodoxus heucherae is voor het eerst wetenschappelijk beschreven door Edwards in 1881. De soort komt voor in het Nearctisch gebied.